# ソウル外国語高等学校
ソウル外国語高等学校（そうるがいこくごこうとうがっこう）は、ソウル特別市道峰（トボン）区にある外国語高等学校である。

## 学科
- 英語科
- ドイツ語科
- 中国語科
- 仏語科
- 日本語科

## 沿革
- 1978年4月29日  李振煥、学校法人千戸学園、設立
- 1993年10月5日  慰礼外国語高等学校、設立認可（30学級）
- 1994年2月28日  校舎新築工事竣工、開校式
- 1994年3月2日   第1回入学式
- 1994年8月24日  ソウル外国語高等学校へ校名変更
- 1997年2月13日  第1回卒業式
- 2005年11月23日 理事長李周憲、学校法人青塾学園、設立
- 2006年1月14日  金希真、第5代校長就任

## 交通アクセス
- 韓国鉄道公社京元線（首都圏電鉄1号線）鹿川駅3番出口より徒歩5分